# 内藤智文
内藤 智文 (ないとう ともふみ、1993年2月22日 - ）はスキージャンプ選手である。
東京都調布市出身。

## 経歴
桐朋中学校- 下川商業高校 - 東海大学‐古河市スキー協会-米沢スキージャンプクラブ‐山形県スポーツ協会。
長野オリンピックのジャンプ団体戦を現地で観戦をきっかけに3歳上の兄とともにジャンプを始める。
2017/18シーズン、古河市スキー協会時代に名寄ピヤシリジャンプ大会、吉田杯ジャンプ大会、雪印メグミルク杯全日本ジャンプ大会、宮様スキー大会ノーマルヒルで優勝を果たす。また、ワールドカップヴィリンゲン大会でワールドカップデビューを果たす。
2018/19シーズン、札幌市長杯大倉山サマージャンプ大会、国民体育大会冬季大会　成年A組で優勝。
2021/22シーズン、鹿角サマージャンプ大会、HTBカップ国際スキージャンプ競技大会で優勝。
2023/24シーズンは、コンチネンタルカップオスロ大会第2戦で2位に入り、サマーグランプリに出場しクーシュヴェル大会第2戦で初めてポイントを獲得、ルシュノヴ大会第2戦では6位と活躍した。その後ワールドカップ開幕メンバーにも選ばれたがポイントを獲得できずジャンプ週間より竹内択と交代した。中村直幹の欠場で急遽札幌大会第2戦にも参戦したが、予選51位であった。
2024/25シーズンは全日本選手権ノーマルヒルを含め国内サマージャンプ大会で4勝した。冬はコンチネンタルカップより開始するが、張家口大会の2戦目で優勝するなどしワールドカップに自力で昇格、ジャンプ週間へ出場するがポイント獲得はならず再びコンチネンタルカップを転戦した。ワールドカップは札幌大会も国内枠で出場するが、2戦目の32位が最高であった。

## 主な競技成績

### ワールドカップ
- 最高順位 32位（2024/25シーズンまで）

| シーズン | 順位 | ポイント |
| -------- | ---- | -------- |
| 2017/18  | .    | 0        |
| 2018/19  | .    | 0        |
| 2022/23  | .    | 0        |
| 2023/24  | .    | 0        |
| 2024/25  | .    | 0        |

### サマーグランプリ
- 最高順位 6位（2023シーズンまで）

| シーズン | 順位 | ポイント |
| -------- | ---- | -------- |
| 2018     | .    | 0        |
| 2023     | 16.  | 125      |

### コンチネンタルカップ
- 通算 優勝1回、2位1回（2024/25シーズンまで）

| シーズン | 夏    | 夏       | 冬   | 冬       | 通算  | 通算     |
| シーズン | 順位  | ポイント | 順位 | ポイント | 順位  | ポイント |
| -------- | ----- | -------- | ---- | -------- | ----- | -------- |
| 2017/18  | 0102. | 005      | 084. | 0024     | 0115. | 0029     |
| 2018/19  | –     | –        | 094. | 0019     | 0120. | 0019     |
| 2019/20  | –     | –        | 088. | 0015     | 0131. | 0015     |
| 2022/23  | –     | –        | 074. | 0028     | 089.  | 0028     |
| 2023/24  | 018.  | 00116    | 051. | 0082     | 0.    | 00198    |
| 2024/25  | –     | –        | 013. | 00428    | 015.  | 00428    |

### 国内大会
- 2017年
  - 第48回 名寄ピヤシリジャンプ大会男子組 - 優勝
  - 第33回 吉田杯ジャンプ大会男子組 - 優勝

- 2018年
  - 第59回 雪印メグミルク杯全日本ジャンプ大会男子組 - 優勝
  - 第89回 宮様スキー大会ノーマルヒル男子組 - 優勝
  - 第19回 札幌市長杯大倉山サマージャンプ大会男子組 - 優勝

- 2019年
  - 第74回 国民体育大会冬季大会成年A組 - 優勝

- 2021年
  - 2021鹿角サマージャンプ大会男子組 - 優勝

- 2022年
  - 第49回 HTBカップ国際スキージャンプ競技大会 - 優勝

- 2024年
  - 第36回 塩沢ジャンプ大会男子組 - 優勝
  - 2024白馬サマージャンプ大会男子組 - 優勝
  - 2024鹿角サマージャンプ大会男子組 - 優勝
  - 第103回全日本スキー選手権ノーマルヒル男子組 - 優勝